# Hans-Alexander Drechsler
Hans-Alexander Drechsler (*  26. Oktober 1923 in Danzig; † 27. März 2002 in Uelzen) war ein deutscher Politiker (SPD).

## Leben
Drechsler besuchte die Volksschule und später das Conradinum und das Kronprinz-Wilhelm-Realgymnasium in Danzig/Langfuhr. Er legte sein Abitur ab und begann im Jahr 1943 sein Studium an der Technischen Hochschule Danzig. Im Jahr 1944 bis zum Kriegsende 1945 war er als Soldat Kriegsteilnehmer im Zweiten Weltkrieg und blieb nach einer Verwundung schwerkriegsbeschädigt. 
Nach Ende des Krieges begann er bei der Deutschen Bundespost eine Tätigkeit als Postamtmann. Zwischen 1960 und 1963 besuchte er die Verwaltungs- und Wirtschaftsakademie in Lüneburg. 
Drechsler war Beisitzer des Bundesdisziplinarhofes in Berlin und zwischen 1957 und 1965 Vorsitzender der Deutschen Postgewerkschaft heute ver.di in Uelzen. Ferner war er zwischen 1969 und 1975 Vorstandsmitglied des DGB-Landesbezirks Niedersachsen. Seit 1970 war er Mitglied des Rundfunkrates des Norddeutschen Rundfunks und des Aufsichtsrates des Norddeutschen Werbefernsehens. Er wurde zum Mitglied des Aufsichtsrates der Stromversorgung Ost-Hannover GmbH ernannt.

## Karriere
Im Jahr 1949 trat er der SPD bei. Im 1962 wurde Drechsler zum Vorsitzenden des Unterbezirks Uelzen, Lüchow-Dannenberg und war von 1972 bis 1980 Mitglied des SPD-Bezirksvorstandes in Hannover. 
Drechsler ist seit 1957 Ratsherr, wurde 1960 Beigeordneter und letztlich von 1979 bis 1981 Bürgermeister der Stadt Uelzen. Seit dem Jahr 1956 war er zudem Kreistagsabgeordneter. Zwischen 1964 und 1976 war er stellvertretender Landrat und zwischen 1964 und 1979  zum  Fraktionsvorsitzender der SPD-Kreistagsfraktion des Landkreises Uelzen gewählt.
Drechsler wurde zum Mitglied des Niedersächsischen Landtages in der fünften bis zehnten Wahlperiode vom 20. Mai 1963 bis 20. Juni 1986 gewählt. Er war Vorsitzender des Ausschusses für öffentliches Dienstrecht vom 14. September 1970 bis 20. Juni 1974. Zwischen dem 15. Juni 1974 und dem 20. Juni 1978 war er Vorsitzender des Geschäftsordnungsausschusses. Als Vorsitzender des Unterausschusses Strafvollzug des Ausschusses für Rechts- und Verfassungsfragen war er vom 6. Oktober 1978 bis 20. Juni 1986 tätig.

## Auszeichnungen
Drechsler ist Träger des Verdienstkreuzes I. Klasse des Verdienstordens der Bundesrepublik Deutschland.